# 1904 у літературі

## Книги
- «Ностромо» — роман Джозефа Конрада.
- «Блаженної пам'яті Маттіа Паскаль» — роман Луїджі Піранделло.
- «Петер Каменцинд» — роман Германа Гессе.
- «Морський вовк» — роман Джека Лондона.
- «Їжа богів і як вона прийшла на землю» — фантастичний роман Герберта Веллса.

## П'єси
- «Вишневий сад» — п'єса Антона Чехова.

## Народились
- 4 січня (17 січня за новим стилем) — Якимович Олесь Іванович, білоруський письменник (помер у 1979).
- 22 січня — Аркадій Гайдар, російський радянський дитячий письменник (помер у 1941).
- 22 квітня — Марія Самбрано, іспанська письменниця, католицька філософ-есеїстка (померла у 1991).
- 20 травня — Марджері Аллінґем, англійська романістка «Золотого століття» британського детективу (померла у 1966).
- 13 липня — Пабло Неруда, чилійський поет, лауреат Нобелівської премії з літератури (помер у 1973).
- 4 серпня — Вітольд Ґомбрович, польський письменник і драматург (помер у 1969).
- 18 серпня— Тоуроддюр Ґвюдмюндссон, ісландський перекладач, поет і письменник.
- 26 грудня — Алехо Карпентьєр, кубинський письменник (помер у 1980).

## Померли
- 5 травня — Йокаї Мор, угорський прозаїк, поет, драматург (народився в 1825).
- 4 липня — Антон Чехов, російський драматург і прозаїк (народився в 1860).